# Produção Carioca
A Produção Carioca é uma criadora de conteúdo e produtora independente brasileira.

## Histórico
Criada em 2013, a Produção Carioca acumula diversos prêmios nacionais e internacionais, nos mais variados festivais de TV e Cinema, incluindo quatro indicações ao International Emmy Awards. Com a proposta de se tornar uma "Fábrica de Conteúdo", é responsável pela criação e desenvolvimento de longas, séries de TV e documentários.
Com um time diversificado de criadores, homens e mulheres engajados na missão de criar obras de impacto e relevantes para o cenário do audiovisual, a Produção Carioca está sempre em busca de histórias de superação. Este trabalho só é possível graças à colaboração de inúmeros profissionais apaixonados. São roteiristas, atores, diretores, produtores e toda uma equipe técnica muito habilidosa.
O objetivo maior da Produção Carioca é retratar um mundo repleto de perspectivas diversas e crenças entrelaçadas. Seus filmes e séries convidam os espectadores a questionar, refletir e explorar os diferentes pontos de vista de uma mesma história, criando assim um espaço onde as diferenças são celebradas e as obras são narradas de maneira autêntica, honrando a riqueza da experiência humana.
No lineup da produtora estão séries e filmes disponíveis nos principais  streamings e canais de TV, como Netflix, Star+, Prime Vídeo, HBO Max, Apple TV+, Globo Play, TV Globo e Record.
Na tv, criou e desenvolveu o premiado seriado 1 Contra Todos, dirigido por Breno Silveira, através da Conspiração Filmes para o Canal Fox, Criada por Thomas Stavros, foi escrita por Thomas Stavros, José Guertzenstein e Gustavo Lipzstein. A série 1 Contra Todos foi considerada pela mídia como o Breaking Bad brasileiro. Estrelando: Júlio Andrade, Júlia Ianina, Silvio Guindani, Roberto Birindelli, Caio Junqueira, Adriano Garibe, Thogun Teixeira, Gustavo Novaes, Sacha Bali e Stepan Nercessian.
A 1ª temporada de 1 Contra Todos em 2016 aumentou em 74% a audiência do canal, e foi indicada ao Golden Nymph Award e duas vezes ao Prêmio ABRA de Roteiro. Em 2017 foi indicada como melhor série pela APCA. O protagonista Julio Andrade foi indicado ao Emmy Internacional por sua atuação na série, e ganhou o prêmio APCA 2017. A 2ª temporada foi para o ar em 2017 com grande sucesso , e foi indicada como melhor série dramática ao Emmy Internacional 2018. A 3ª temporada foi ao ar em 2018, se tornando a serie nacional mais vista da tv fechada,  e também foi indicada como melhor série dramática ao Emmy Internacional 2019 a 4ª temporada estreou em abril de 2020. E após tanto sucesso na América Latina, a série terá um remake produzido no México, totalmente em espanhol. 
Em 2024, a série foi adquirida pela Netflix, onde todas as temporadas novamente alcançaram o primeiro lugar em audiência no Brasil e em Portugal, e permaneceram no top 10 da plataforma por várias semanas.
Assina a série O Negociador, criação e roteiro. Dirigida por Bel Valiante e produzida pela Boutique Filmes para a Prime Video, é estrelada por Malvino Salvador. 
Participou da criação e desenvolvimento do seriado Acerto de Contas, produzido por Mariza Leão e dirigido por José Joffily que foi ao ar no MultiShow em agosto de 2014, batendo recorde de audiência.
Participou do desenvolvimento do seriado, Sem Volta, à convite de seu criador e roteirista Gustavo Lipzstein. É a primeira série de ação e aventura do Brasil. Uma super produção da Rede Record.
No cinema criou e desenvolveu o filme '10 Segundos Para Vencer', onde o sócio Thomas Stavros assina como Showrunner - criação, roteiro e produção, que passa a ser produzido pela Globo Filmes, em parceria com a Tambellini Filmes. Também são produtores Breno Silveira e Chico Abreia e foi dirigido por José Alvarenga Jr. Além de Daniel de Oliveira no papel de Eder Jofre, o filme conta com a participação de Osmar Prado, Ravel Andrade, Sandra Corveloni, Samuel Toledo e Ricardo Gelli. O filme estreou em 2018.
Em agosto do mesmo ano o filme foi agraciado por 2 Kikitos no Festival de Cinema de Gramado.   Também oi indicado e ganhou diversos premios nacionais e internacionais, como o Lift-Off Film Festival - Toronto, ABC Cinematography Award, Festival De Cinema da Lapa, entre outros.
Em janeiro de 2019, 10 Segundos para Vencer estreou em formato minissérie de 4 capítulos na TV Globo e fechou a grade garantido recorde de audiência para o horário.
Responsável pela produção do longa documentário Príncipes Felizes para a produtora grega Oxymoron Films. Este doc foi especialmente selecionado para dezenas de festivais internacionais, em países como a Grécia, Alemanha, Hungria, Noruega, etc; sendo escolhido como melhor filme diversas vezes, como no Olso Independent Film Festival 2018, Olympia International Film Festival 2018, e outros. 
Criou e desenvolveu o filme 2 Doses de Tequila, dirigido por Juan Zapata, que será filmado em Los Angeles em 2025.
Para o teatro, participou da criação e desenvolvimento do musical Ceará Show - Agora eu Conheço, em parceria com Silvio Guindane (Vira Lata Produções), que também assina a direção do espetáculo, com músicas de Rodrigo Maranhão, teve sua estreia em agosto de 2016. Recebeu 11 indicações ao Prêmio Quimera de Teatro, ganhando 6, entre eles Melhor Espetáculo e Melhor Autor.
Atualmente desenvolve mais uma série para o streaming (HBO Max) e o longa "Penhasco", baseado na história real de Gabrielle "Gabby" Petito.

## Filmografia
| Ano  | Título                             | Atividade                           | Canal        |
| ---- | ---------------------------------- | ----------------------------------- | ------------ |
| 2014 | Acerto de Contas                   | Desenvolvimento                     | MultiShow    |
| 2016 | Ceará Show - Agora eu Conheço      | Criação e Desenvolvimento           | Teatro       |
| 2016 | Sem Volta                          | Desenvolvimento                     | Record TV    |
| 2016 | 1 Contra Todos - 1ª Temporada      | Criação e Desenvolvimento           | FOX+ / STAR+ |
| 2017 | 1 Contra Todos - 2ª Temporada      | Criação e Desenvolvimento           | FOX+ / STAR+ |
| 2018 | Longa 10 Segundos Para Vencer      | Criação, Desenvolvimento e Produção | Cinema       |
| 2018 | 1 Contra Todos - 3ª Temporada      | Criação e Desenvolvimento           | FOX+ / STAR+ |
| 2018 | Príncipes Felizes (Happy Princes)  | Produção                            | Cinema       |
| 2019 | Minissérie 10 Segundos Para Vencer | Criação, Desenvolvimento e Produção | TV Globo     |
| 2020 | 1 Contra Todos - 4ª Temporada      | Criação e Desenvolvimento           | FOX+ / STAR+ |
| 2023 | Negociador - 1ª Temporada          | Criação e Desenvolvimento           | Prime Video  |
| 2026 | 2 Doses de Tequila                 | Criação, Desenvolvimento e Produção | Cinema       |
| 2026 | Penhasco                           | Criação, Desenvolvimento e Produção | Cinema       |
| 2027 | (Nome ainda não divulgado)         | Criação, Desenvolvimento e Produção | HBO Max      |

## Ligações Externas
- Produção Carioca - Site Oficial
- FanPage Oficial - Facebook